# Marcel Marchessou
Marcel Alix Jean Marchessou  né le 24 juin 1879 au Puy (Haute-Loire), mort le 6 avril 1964 à Chamalières-sur-Loire (Haute-Loire), est un administrateur colonial français.

## Carrière
En 1912, il est le premier maire de Bangui, nommé alors que la localité est érigée en commune mixte. En 1926, il est chargé d’une enquête sur les massacres de Bodembéré. Du 1er décembre 1929 au 4 décembre 1930, il est gouverneur intérimaire de la colonie du Moyen-Congo.  Il est gouverneur général par intérim de l’Afrique équatoriale française à trois reprises, une première fois en 1927 pour l’intérim du gouverneur Raphaël Antonetti, puis du 20 septembre au 16 octobre 1934, et pour la troisième fois du 20 mars 1935 au 5 avril 1936 pour assurer la continuité administrative de Georges Renard à Dieudonné Reste. En 1934, il dirige brièvement la colonie du Dahomey. Du 6 décembre 1936 au 11 juillet 1938, il est haut-commissaire de la République dans l'océan Pacifique.